# Ouge
Ouge é uma comuna francesa na região administrativa de Borgonha-Franco-Condado, no departamento de Alto Sona. Estende-se por uma área de 13,49 km². Em 2010 a comuna tinha 107 habitantes (densidade: 7,9 hab./km²).